# Wysoczyzna Łaska
Wysoczyzna Łaska – mezoregion fizycznogeograficzny w środkowej Polsce, stanowiący południowo-wschodnią część Niziny Południowowielkopolskiej. Od zachodu graniczy z Kotliną Sieradzką, od południa z Kotliną Szczercowską, od wschodu z Wysoczyzną Bełchatowską i Wzniesieniami Łódzkimi, od północy z Kotliną Kolską i Równiną Łowicko-Błońską.
Wysoczyzna Łaska jest denudacyjną równiną morenową o wysokości do 213 m n.p.m. W krajobrazie występują ciągi wydm śródlądowych oraz pagóry morenowe. Na wschodnim skraju regionu, na pograniczu ze Wzniesieniami Łódzkimi leży stolica województwa – Łódź.
Miasta leżące na Wysoczyźnie Łaskiej: Pabianice, Zduńska Wola, Łask, Aleksandrów Łódzki, Konstantynów Łódzki, Zelów, Poddębice, Ozorków i Szadek. Przez Wysoczyznę Łaską przebiega  Szlak Okrężny Wokół Łodzi.